# Domingo de Miquel
José Domingo de Miquel y Bassols (Ceret, 1839 - ?, 1917) fue un noble, abogado, político y auditor jurídico-militar español.

## Biografía
Nació en Ceret (Francia) el 10 de junio de 1839, hijo de José María de Miquel y Mestanza y de Isabel de Bassols y de Foxá, en el seno de una familia carlista catalana que tuvo que exiliarse debido a la primera guerra civil.
Pertenecía a una de las familias más ilustres de Cataluña. Sus tíos y su abuelo paterno, Felipe de Miquel y de Blondel —nieto del capitán general de las Baleares, el flamenco Luis de Blondel-Drouhot y Caulaincourt, primer marqués de Blondel del Estanque de Bellcaire— sirvieron al rey Carlos IV en los antiguos regimientos de Guardia Real Walona, en las acciones de guerra sobre la plaza de Gibraltar, y en la conquista del Rossellón. Por parte de su madre, su abuelo materno, Jaime Bassols y Marañosa, militó en uno de los regimientos de Húsares en la guerra de la Independencia Española y fue nombrado por Fernando VII comandante del batallón de Voluntarios Realistas de Barcelona, del cual fue ayudante su padre, José María de Miquel. Sus tíos Joaquín y Luis Bassols y Marañosa fueron generales del Ejército liberal.
Nacido en la emigración, sus padres lo educaron en los principios de la causa carlista. Desde sus primeros años sostuvo calurosas polémicas incluso en las cátedras, donde no era obstáculo el encontrarse aislado en su modo de pensar de todos sus compañeros. Según la obra La Bandera Carlista en 1871, cuando se encontraba emigrado en Ceret, una vez prestó auxilio en un incendio y salvó a una anciana y dos niñas de entre las llamas. En la misma localidad tuvo que defender su vida ante una turba que, hacha en mano, lo asaltó por considerar que simpatizaba con la causa legitimista francesa del conde de Chambord. También proporcionó atenciones y ayudas económicas a otros emigrados españoles. Tras volver a España, su padre fue diputado provincial por Villafranca del Panadés en varias ocasiones.
Domingo de Miquel fue abogado y propietario. Hizo todos sus estudios en la Universidad de Barcelona, cursando en la Universidad Central las asignaturas del doctorado. A raíz de la revolución de 1868, se presentó a ofrecer sus respetos y adhesión al pretendiente Carlos de Borbón y Àustia-Este, quien lo nombró su subcomisario regio en Barcelona. En la prensa francesa continuó escribiendo artículos defendiendo los principios católicos.
En las elecciones generales constituyentes de 1869 se presentó por la circunscripción de Manresa, obteniendo un considerable número de votos. Organizó el Ateneo católico-monárquico de Barcelona y  fue nombrado vicepresidente del mismo en 1870. Su manifiesto, corto y conciso, proclamaba en primer término la unidad religiosa, el amor a los fueros, el odio al extranjero y su sincera lealtad a la causa de la legitimidad, personificada en el príncipe Don Carlos.
En las elecciones generales españolas de 1871 se presentó como candidato por el distrito de Olot y fue proclamado diputado con 3.200 votos, derrotando al secretario del gobierno civil de la provincia de Gerona y al republicano José Toribio Atmeller, que solo obtuvo 400 votos. En Madrid frecuentó los principales salones y destacó por su carácter apasionado y su predisposición a la exaltación y la polémica.

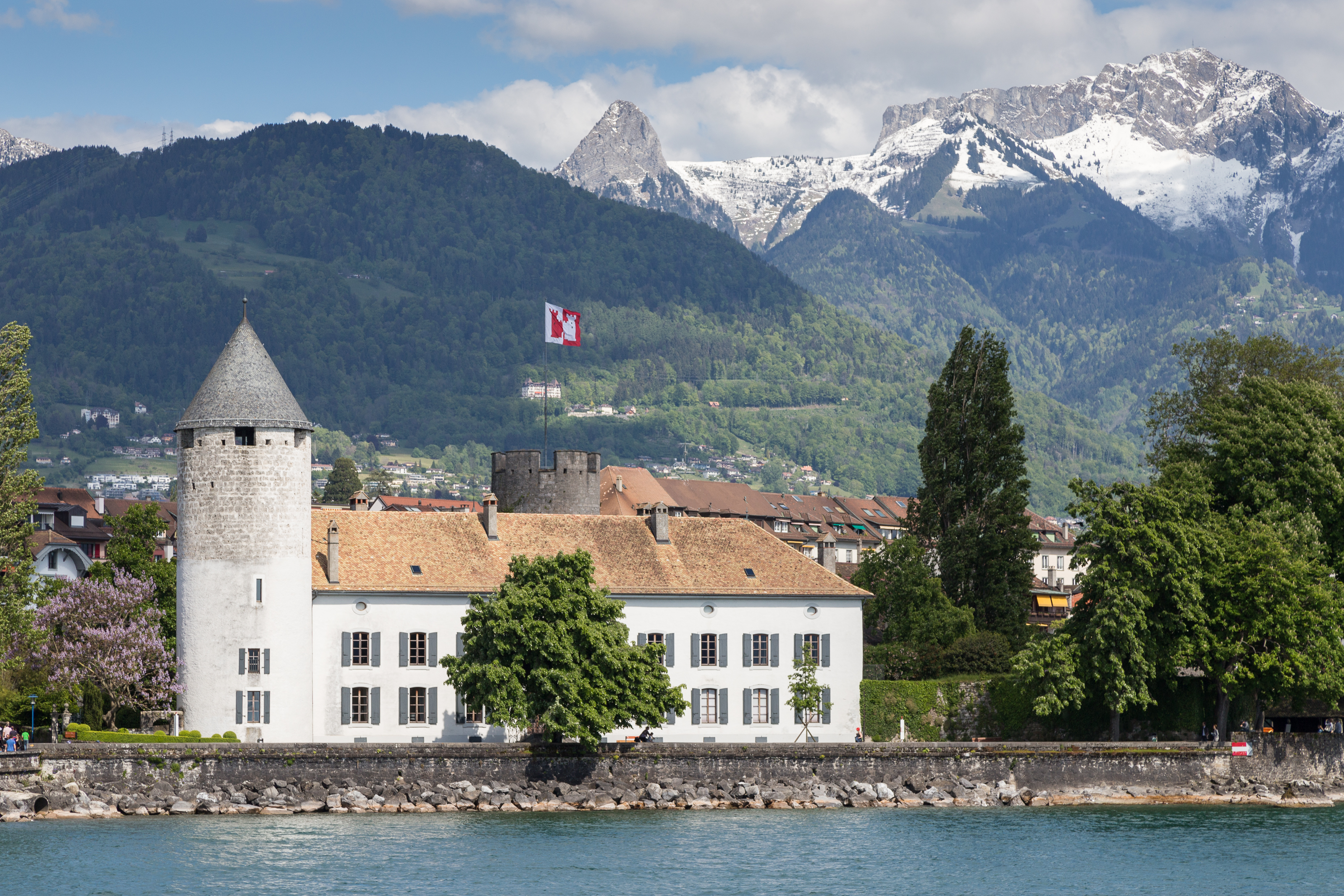
Palacio de La Tour-de-Peilz en el que se produjo la Junta de Vevey.

Entre los artículos que escribió en la prensa,  destacaron dos que publicó en el periódico El Norte de Gerona, titulado uno «Atrás el extranjero» y el otro «1808 y 1871», en el que exponía la semejanza entre la época del Sexenio Revolucionario y la de la invasión francesa. Escribió también varios artículos políticos en el periódico francés Gazette de Languedoc.
El 18 de abril de 1870 participó, como representante de la junta carlista de Barcelona, en la junta extraordinaria convocada por Don Carlos en La Tour-de-Peilz (conocida como la Junta de Vevey), donde se reunieron las principales personalidades del partido carlista.
De regreso de Suiza, pronunció un discurso de propaganda en el Casino de Olot ante una concurrencia muy numerosa que le aplaudió mucho. A consecuencia de esto, la partida de la Porra de los progresistas apuñaló a un íntimo amigo suyo y socio del Casino carlista. La casa paterna de Miquel también fue asaltada una noche por la Guardia Civil, buscando un depósito de armas, que no encontraron. Durante el Sexenio, Domingo de Miquel fue amenazado de muerte en varias ocasiones, y tuvo que salir más de una vez de casa armado junto con sus sirvientes. En 1871 residía en el castillo de Aguilera.
Posteriormente participó en la tercera guerra carlista. Debido a unos fusilamientos de carlistas en Camprodón en febrero de 1874 por oficiales del Ejército de Don Carlos —en los que Francisco Savalls negó haber tenido nada que ver—, le fue encomendada a Domingo de Miquel la instrucción sumaria de los hechos, por lo que salió de la corte de Don Carlos en Estella hacia Cataluña, pero según Antonio Pirala la instrucción nunca llegaría a producirse.
Una vez proclamado Alfonso XII rey de España, en 1875 Miquel se adhirió al grupo de Ramón Cabrera y reconoció a Don Alfonso como rey, separándose del carlismo. El 7 de abril de aquel año dirigió desde Perpiñán un manifiesto a sus antiguos electores explicando las razones de su decisión y pidiendo el fin de la guerra.

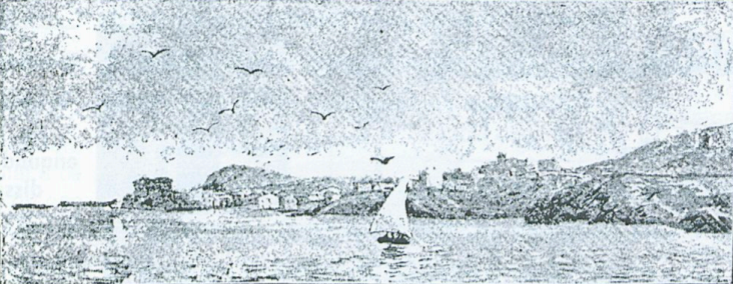
Dibujo de La Escala hecho por Domingo de Miquel a mediados del.

El 7 de marzo de 1880 ingresó en el Cuerpo Jurídico de la Armada y en agosto de 1896 era ya auditor con la categoría de coronel, figurando en la escala de su clase con el número 2. En 1901 el Ministerio de Marina dispondría su paso a la escala de reserva con el empleo de general.
Domingo de Miquel murió en el año 1917. En 1893 había heredado de su tío Felipe de Miquel el título de barón de Púbol. Se casó con la francesa Marie Marguerite Santol y sus hijos Luis y Carlos de Miquel y Santol le sucedieron en el título de barón de Púbol y en la propiedad de la Casa Gran de La Escala. Su hermano, Luis José Miquel y Bassols, recibió en 1915 de Alfonso XIII los derechos a la sucesión del título de marqués de Blondel del Estanque.